# 경종실록
- 주원이가 소개하는 경종대왕에게 배울점:

1.자신의 편이 적고 자신을 무시하는 이들이 넘쳐났음에도 불구하고 조심스럽게 처신하면서 복수를 이루어냈다.
2. 어머니의 죽음이라는 아픈 과거를 가졌음에도 이를 극복하고 자신의 역할을 수행했다.
3. 적이나 다름 없은 동생을 내치지 않고 우애를 발휘하여 좋은 관계를 유지하였다.
{조선왕조실록 정보|
이름=경종덕문익무순인선효대왕실록
(景宗德文翼武純仁宣孝大王實錄) |
권=15 |
책=7 |
|그림=경종실록 표지.gif}}
《경종덕문익무순인선효대왕실록》(景宗德文翼武純仁宣孝大王實錄) 또는 《경종실록》(景宗實錄)은 1720년 음력 6월부터 1724년 음력 9월까지 조선 경종 시대의 사실을 기록한 실록이다. 총 15권 7책으로 구성되어 있으며, 《조선왕조실록》의 일부를 이룬다. 《경종대왕실록》(景宗大王實錄)이라고도 한다.
그러나 소론의 입장을 중심으로 기록된 《경종실록》의 내용에 대해 후에 노론이 의문을 제기함에 따라, 그 내용을 수정한 《경종대왕수정실록》(景宗大王修正實錄) 또는 《경종수정실록》(景宗修正實錄)이 편찬되었다. 총 5권 3책으로 구성되어 있으며, 역시 《조선왕조실록》의 일부를 이룬다. 《경종수정실록》에 대한 내용도 본 항목에서 함께 서술한다.

## 개요

### 《경종실록》
1720년(경종 즉위년) 음력 6월부터 1724년(경종 4년) 음력 8월까지 총 4년 2개월에 걸친 경종 시대의 국정 전반에 관한 역사적 사실을 편년체로 기록한 실록이다. 총 15권 7책으로 구성되어 있으며, 《조선왕조실록》의 일부를 이룬다. 정식 명칭은 《경종덕문익무순인선효대왕실록》(景宗德文翼武純仁宣孝大王實錄)이며, 표지 제목 및 판심제는 《경종대왕실록》(景宗大王實錄)이다.
편찬 작업은 1726년(영조 2년) 음력 8월에 시작되었으며, 정미환국 및 이인좌의 난 등으로 인해 1732년(영조 8년) 음력 2월에야 완성되었다. 1729년(영조 5년) 음력 10월에는 영조가 《경종실록》의 편찬을 독촉하는 명을 내리기도 하였다. 1732년 음력 3월 13일 마침내 《경종실록》이 완성되어 사초를 세초하고 실록 1부를 오대산의 사고에 보관하였으며, 영조는 《경종실록》 편찬자들에게 상을 내렸다.. 이듬해 음력 10월에는 태백산 사고에도 봉안하였다
한편 《경종실록》의 경우 편찬에 관한 의궤가 없어 편찬 과정을 자세히 알 수 없으나, 《영조실록》에 의하면 편찬관은 총재관에 이집과 조문명, 대제학에 이덕수, 부제학에 서명균, 판중추부사에 이의현, 지춘추관사에 김재로, 승지 윤봉조 등이다. 이들은 대부분 소론이다.

### 《경종수정실록》
소론이 편찬한 《경종실록》의 내용에 노론이 의문을 제기하여 다시 편찬된 경종 시대의 실록으로, 총 5권 2책으로 구성되어 있다. 표지에는 《경종대왕수정실록》(景宗大王修正實錄)으로 쓰여 있으며, 역시 《조선왕조실록》의 일부를 이룬다.
《경종실록》은 처음부터 논란이 있었다. 소론이 중심이 되어 편찬된 《경종실록》은 신임사화를 긍정적으로 평하고, 노론파 사람들에 대해서는 혹평을 하였다. 특히 노론은, 신임사화에 대한 내용이 자신들에게 불리하게 기록되어 있다는 사실에 항상 불만을 품고 있었다.
《경종실록》의 편찬이 한창이던 1729년(영조 5년) 주서 이수해는 "실록청의 뒷면에 농간이 있다."라며 실록청의 문제를 제기하는 상소를 올렸다가 왕명을 업신여기고 당습을 즐긴다는 이유로 유배되었고, 편찬 완료 직후인 1732년 음력 4월 헌납 민정은 박상검의 옥사에 대한 내용이 빠졌다 하여 이를 추가하자고 주장하였다. 또 1741년(영조 17년) 음력 10월에는 헌납 이천보가 《경종실록》의 개/보수를 주장하였다. 단 이때에는 실록 개수가 실시되지는 않았다.
결국 정조 때인 1777년(정조 1년) 음력 10월 이사렴이 《경종실록》의 기록에 문제점을 제기하며 《선조수정실록》 등의 예에 따라 실록 개수를 상소하였고, 다른 신하들도 이에 동의함에 따라 1778년(정조 2년)부터 본격적으로 실록 개수 작업이 시작되었다. 이후 1781년(정조 6년) 음력 7월 《경종수정실록》이 완성되었다.
《경종수정실록》의 편찬자는 총재관에 정존겸, 도청당상에 채제공, 황경원 등 6명, 도청낭청에 박천형 등 4명, 분판낭청 12명 등 총 23명이며, 주로 황경원이 편찬했다고 한다. 이들은 대부분 노론이다.
한편 1779년(정조 7년) 음력 7월 송덕상은 《경종실록》의 일이 대부분 바로잡혔다고 하여 《경종수정실록》만 남기고 《경종실록》은 없애자고 하였으나, 전례에 없다고 하여 받아들여지지 않았다.

## 특징

### 《경종실록》
- 내용은 주로 신임사화에 관한 것과 노론-소론의 대립에 관한 것이 많다. 신임사화에 대해서는 긍정적으로 평가하고 있으며, 노론 계열의 신하들에 대해서는 혹평을 하였다.
- 사건이나 인물에 대한 평을 할 때에는 "사신왈(史臣曰)", "근안(謹按)[주 3]"이라 하면서 평을 하였다.
- 연간별 구성은 즉위년 2권, 경종 1년 3권, 경종 2년 5권, 경종 3년 3권, 경종 4년 2권 등 총 15권이다.
- 실록 인쇄에 쓰인 활자는 《현종실록》부터 쓰인 "현종실록자"이다.[4]

### 《경종수정실록》
- 소론 중심의 《경종실록》의 기사에 의문을 제기하고 개수된 실록인만큼, 소론 계열의 신하들을 신임사화와 관련지어 비판하였다. 또 《경종실록》에 실렸던 노론 계열의 신하들에 대한 비판 및 노론 측에 나쁘게 기록된 기타 시정기나 논평도 모두 삭제하였고, 신임사화에 대해서는 이인좌의 난과 관련지어 비판하였다.
- 즉위년부터 경종 4년까지 1개년에 1권씩 총 5권으로 편찬하였다.[11]